# Valéria Almeida
Valéria de Almeida Gomes (Santos, 3 de julho de 1983) é uma jornalista e apresentadora de televisão brasileira.

## Carreira
Valéria Almeida é apresentadora na Rede Globo, atua no programa Encontro com Patrícia Poeta , e no quadro Bem Estar , onde aborda temas relacionados a saúde e qualidade de vida, e participa dos matinais É de Casa  e Mais Você  .
A história da jornalista na TV começou em 2011, quando foi convidada por Caco Barcellos  para integrar a equipe do Profissão Repórter  , onde atuou por cinco anos, período em que foi finalista do Emmy Internacional , junto à equipe do programa.
Em 2016, Valéria passou a compor a equipe de repórteres do Bem Estar  e em 2019 passou a fazer reportagens em todos os programas do entretenimento da manhã. Em 2020 , entrou para o time de apresentadoras do Bem Estar , onde está até hoje. 
É especializada em Direitos humanos, Responsabilidade social e Cidadania Global, pela PUC/RS , em Gestão de Negócios Audiovisuais, pela FAAP , e tem o trabalho marcado por uma linguagem documental, focado, principalmente, em questões sociais       e culturais   . 
Antes de chegar à TV, Valéria trabalhou em assessorias de imprensa e, durante quatro anos, na revista Carta Capital  . 

## Destaques
- Livro

É coautora do livro "Profissão Repórter - 10 anos - Grandes Coberturas", publicado pela Editora Planeta. Em um dos capítulos, conta como foi acompanhar de perto, durante dez dias, a luta de uma família sertaneja para resistir às dificuldades causadas pela falta de chuva. 
- Palestras

'Como foi que eu cheguei até aqui'  é uma palestra apresentada pela jornalista Valéria Almeida no TEDxSão Paulo, realizada na cidade de São Paulo, em 16 de novembro de 2022.
Na palestra, Valéria Almeida conta a sua trajetória da periferia de Santos até as telas do jornalismo da Globo, um caminho com a participação de muitas mãos que ajudaram a escrever a história de vida dela. De acordo com o site InVoga News , foi a única speaker a ser aplaudida de pé nesta edição.
- Rádio CBN

Entre novembro de 2019 e maio de 2021, a jornalista foi comentarista na Rádio CBN São Paulo, ao lado de Fabiola Cidral, no programa Mais São Paulo, que ia ao ar semanalmente . Em sua participação trazia sua forma de olhar a cidade, tecendo comentários sobre as questões sociais e culturais, desde as que estão em evidência nas pautas do dia a dia, às que passam despercebidas aos olhares menos atentos. 
- Emmy Internacional

A reportagem de Valéria Almeida, no episódio Jovens e Drogas, juntamente com a equipe do Profissão Repórter, recebeu indicação ao Emmy Internacional  , na categoria Atualidade. Em Salvador, repórteres mostraram o consumido de o crack em um dos principais pontos turísticos da cidade. Já em São Paulo, Valéria Almeida foi com a equipe registrar o drama das famílias que sofrem em busca do tratamento contra as drogas. 
- Troféu Dandara dos Palmares

Em 2017, Valéria Almeida recebeu o Troféu Dandara dos Palmares, da OAB Santos, que homenageia mulheres que desenvolvem trabalhos que contribuem para a tolerância e o respeito inter-racial.

## Filmografia
| Ano           | Programa                                                | Função                     | Emissora     |
| ------------- | ------------------------------------------------------- | -------------------------- | ------------ |
| 2011–2016     | Profissão Repórter                                      | Repórter                   | TV Globo     |
| 2016–2019     | Bem Estar (programa)                                    | Repórter                   | TV Globo     |
| 2019–presente | Bem Estar (quadro) Mais Você Encontro Se Joga É de Casa | Repórter e Apresentadora   | TV Globo     |
| 2021          | A Vida Depois do Tombo                                  | Roteirista                 | Globoplay    |
| 2021          | Falas Femininas                                         | Produtora de Conteúdo      | TV Globo GNT |
| 2021          | Falas Negras                                            | Apresentadora e Roteirista | TV Globo     |
| 2021–2022     | Criança Esperança (mesão)                               | Apresentadora              | TV Globo     |
| 2023          | Encontro                                                | Apresentadora eventual     | TV Globo     |

## Ligações Externas
- Programa Encontro com Fátima | Homenagem durante o Dia da Mulher [31]
- Revista Marie Claire | Entrevistada para a coluna Mulheres do Mundo [32]
- Revista Caras | Entrevista [33]
- Revista Raça | Entrevista para a coluna Personalidade[34]
- Revista Ana Maria | Entrevista para a coluna Famosos [35]
- Revista Marie Claire | Entrevista para a coluna Lifestyle [36]
- Site Mundo Negro | Coluna  Mulher Negra Hoje [37]
- Instagram | Publicações de Valéria Almeida
- Linkedin | Publicações de Valéria Almeida
- Site | Página oficial da jornalista